# Ангара-Бурун
Ангара́-Буру́н (крим. Anğara Burun) — одна з вершин Головного пасма Кримських гір, у східній частині масиву Чатирдаг, за 6 км на північний-захід від смт Верхня Кутузовка (Алушта).

## Загальний опис

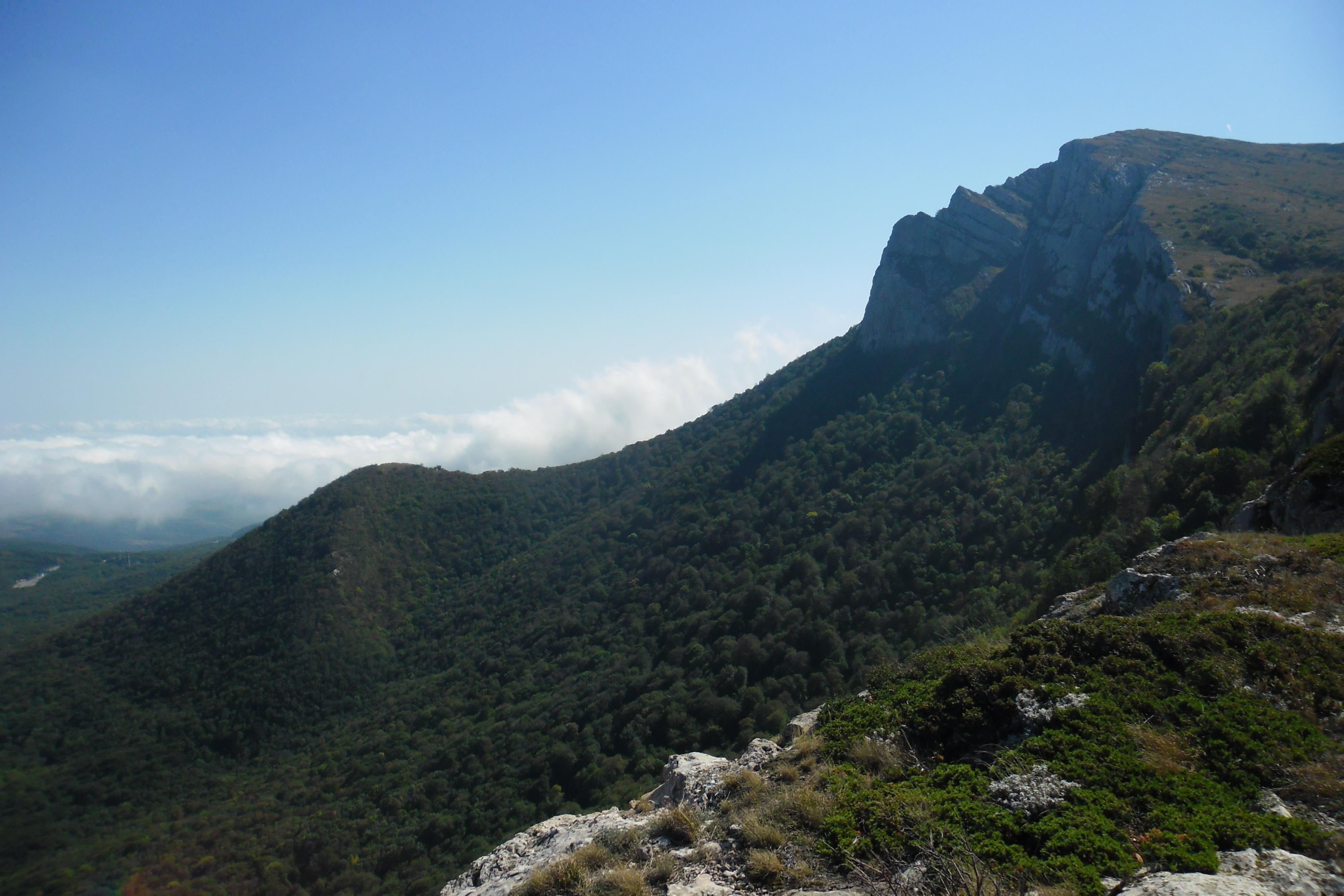
Гора Ангара-Бурун і гора Цукрова голівка.

Вершина куполоподібна з пологими трав'янистими південними та західними схилами; східна частина обривається скельними стінами, гребенями, кулуарами до лісистого підніжжя. Зі сходу круто обривається до Ангарського перевалу.
Висота 1453 м. Складається із вапняків. На схилах — буковий ліс, вершина вкрита гірсько-лучною рослинністю Об'єкт туризму.

## Етимологія назви
Названа за річкою Ангара. Назва від тюркського *angara «розколина», «ущелина», «каньйон». До тюркської мови термін потрапив з бурятської мови, де «ангара» означає пащу тварини, рот. Порівняйте з річкою Ангара, що витікає з Байкалу.

## Відомі місця у околицях гори Ангара-Бурун
- Тисова ущелина — невелика ущелина на північ від вершини Ангара-Бурун — на південних схилах нижнього палато Чатир-Дагу. Частина її заросла тисами. На нижньому плато Чатир-Дагу навпроти ущелини — тур і вказівник.
- Букова галявина — туристська стоянка на південний схід від вершини біля підніжжя гори Ангара-Бурун.
- Шкільна галявина — туристська стоянка на південь від вершини біля підніжжя гори Ангара-Бурун.

## Галерея

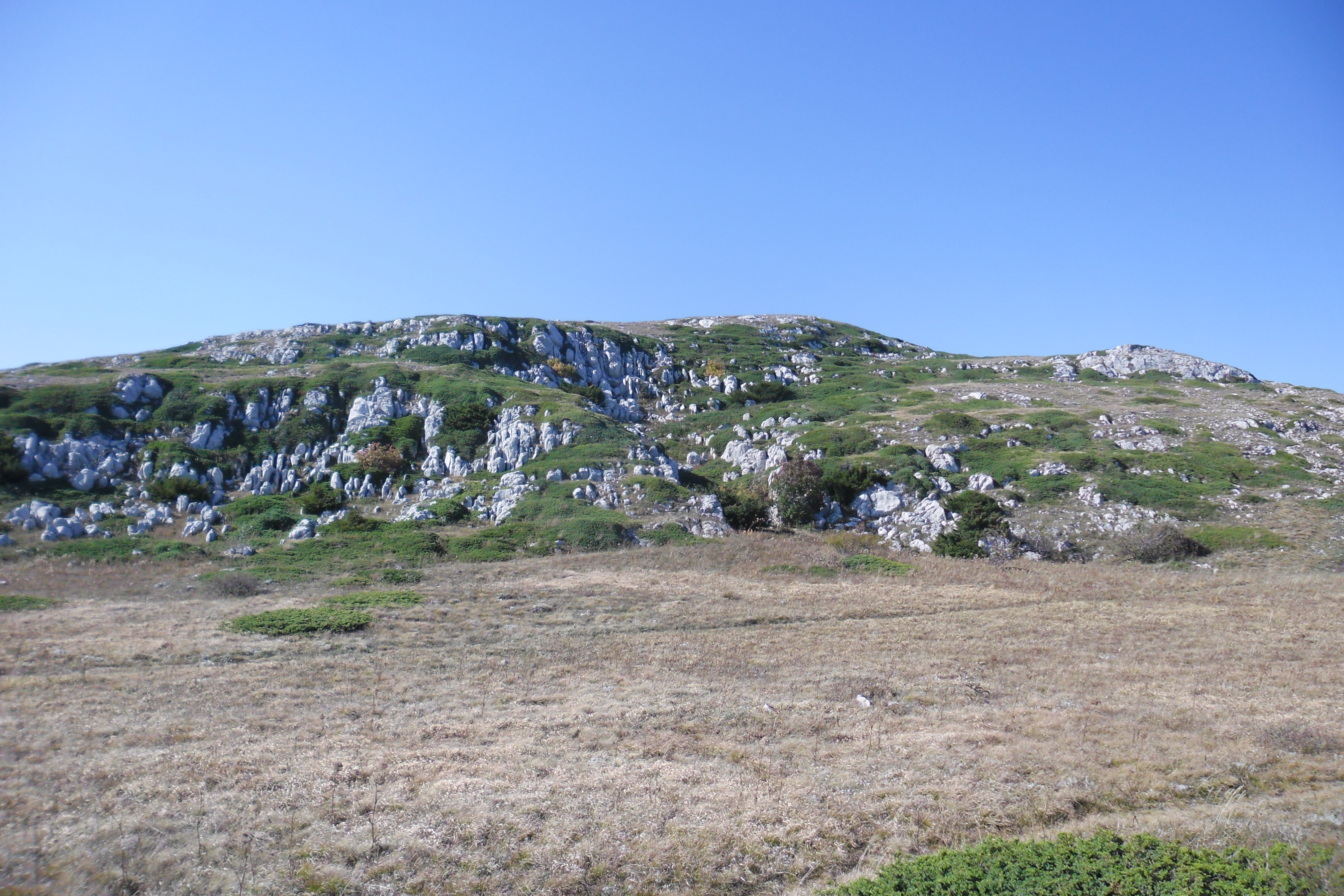
Гора Ангара-Бурун. Вид з півдня.
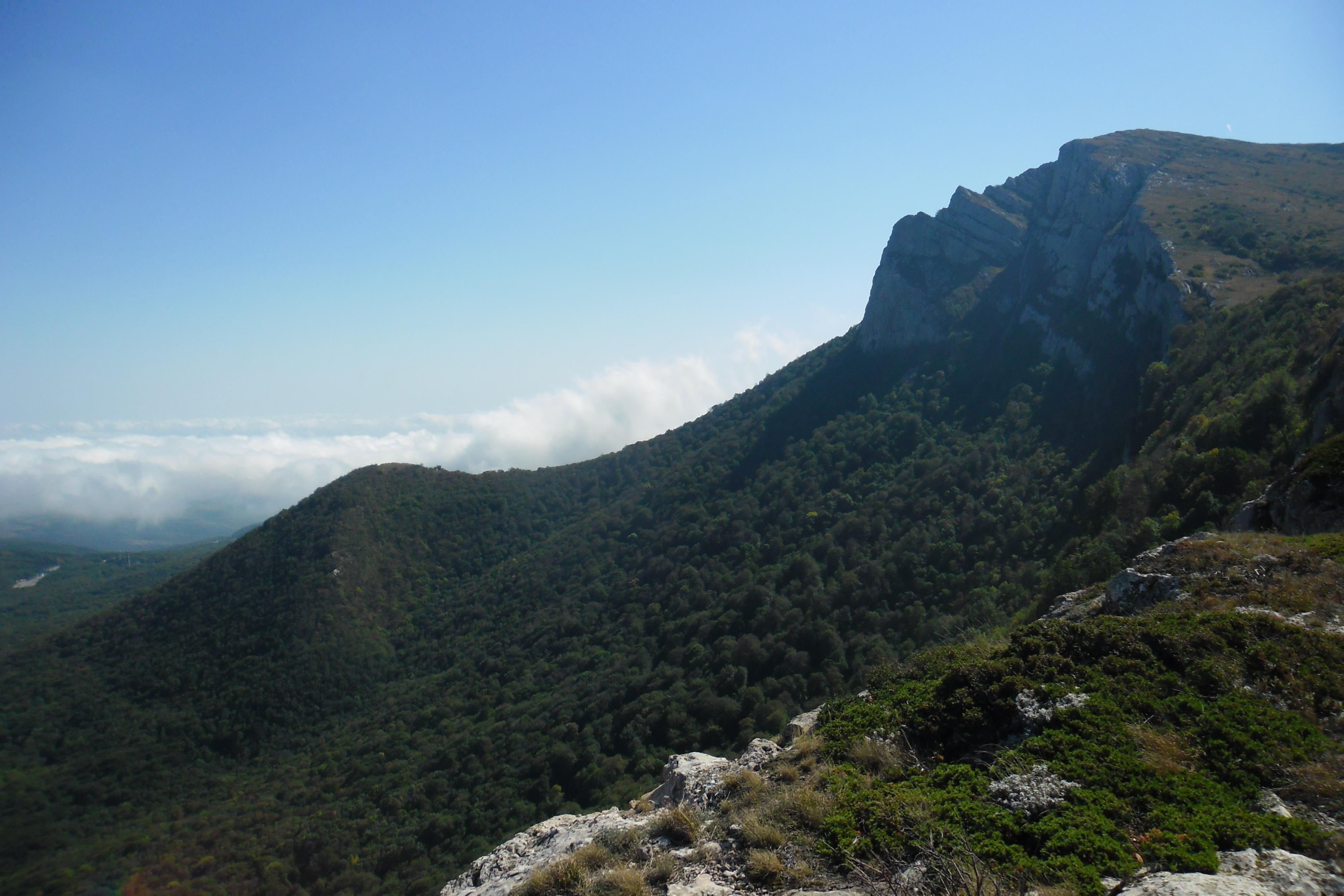
Гора Ангара-Бурун і гора Цукрова голівка. Вид з півночі.
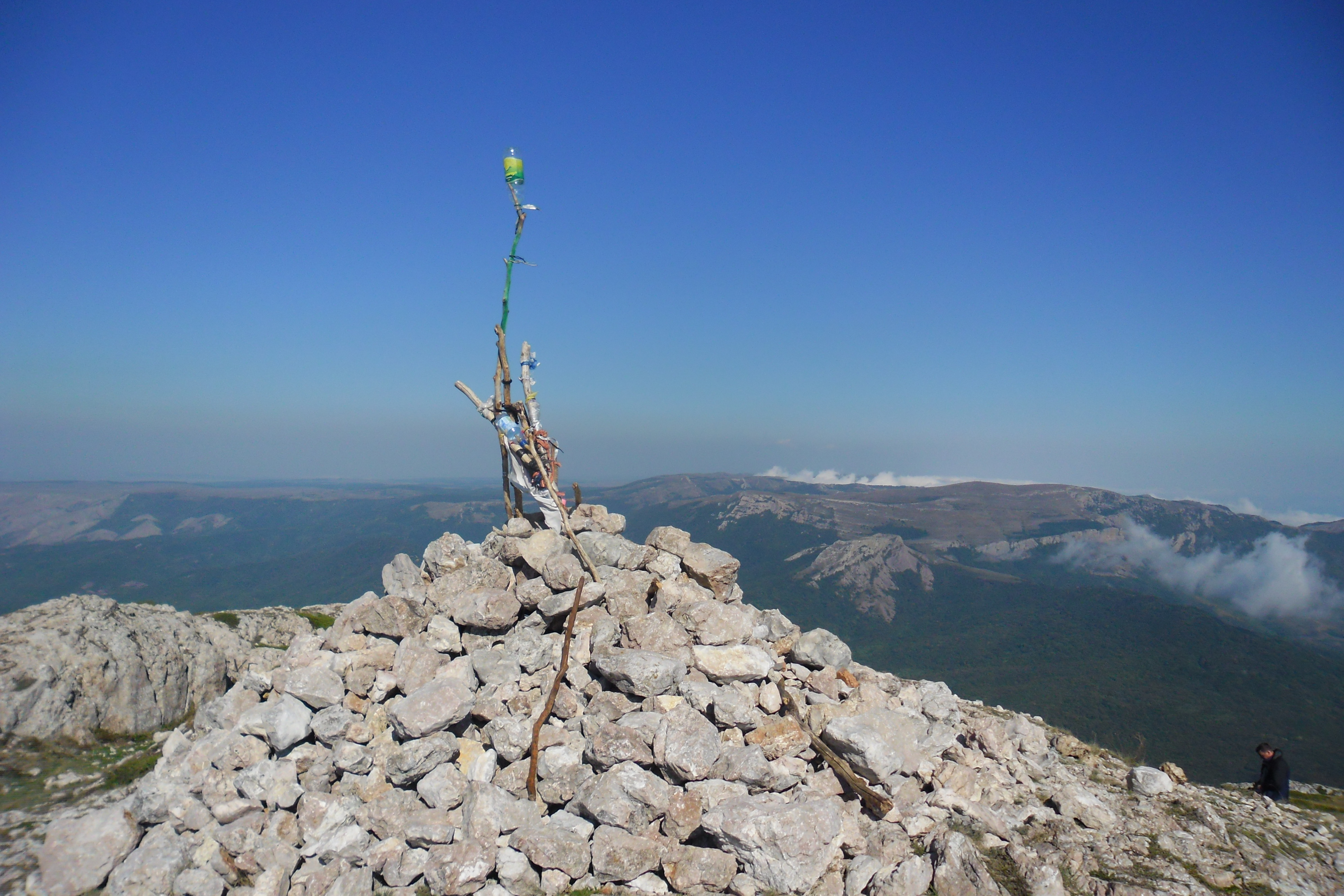
Гора Ангара-Бурун - вершина. 2012 р.
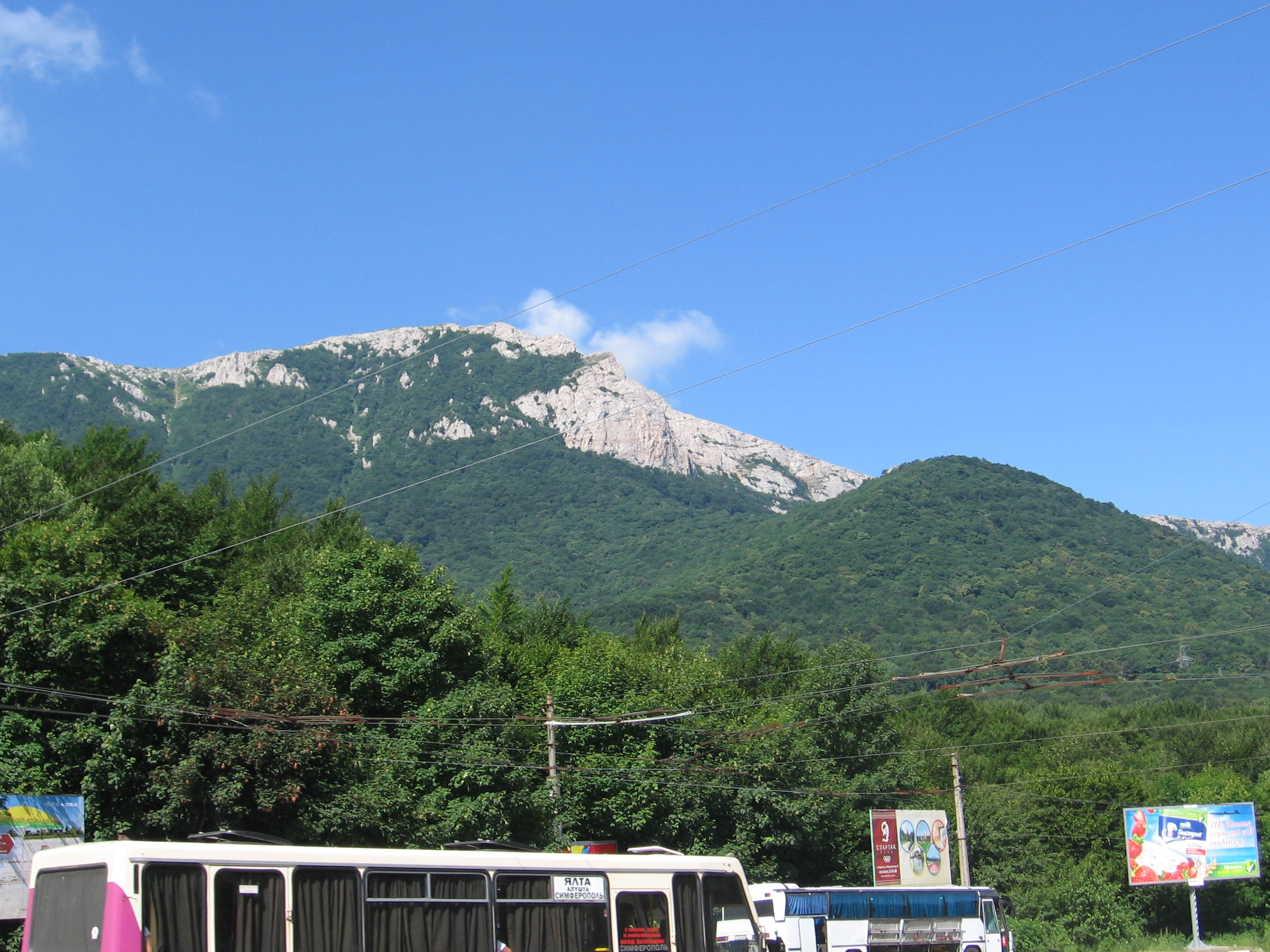
Гора Ангара-Бурун і гора Цукрова голівка з Ангарського перевалу.
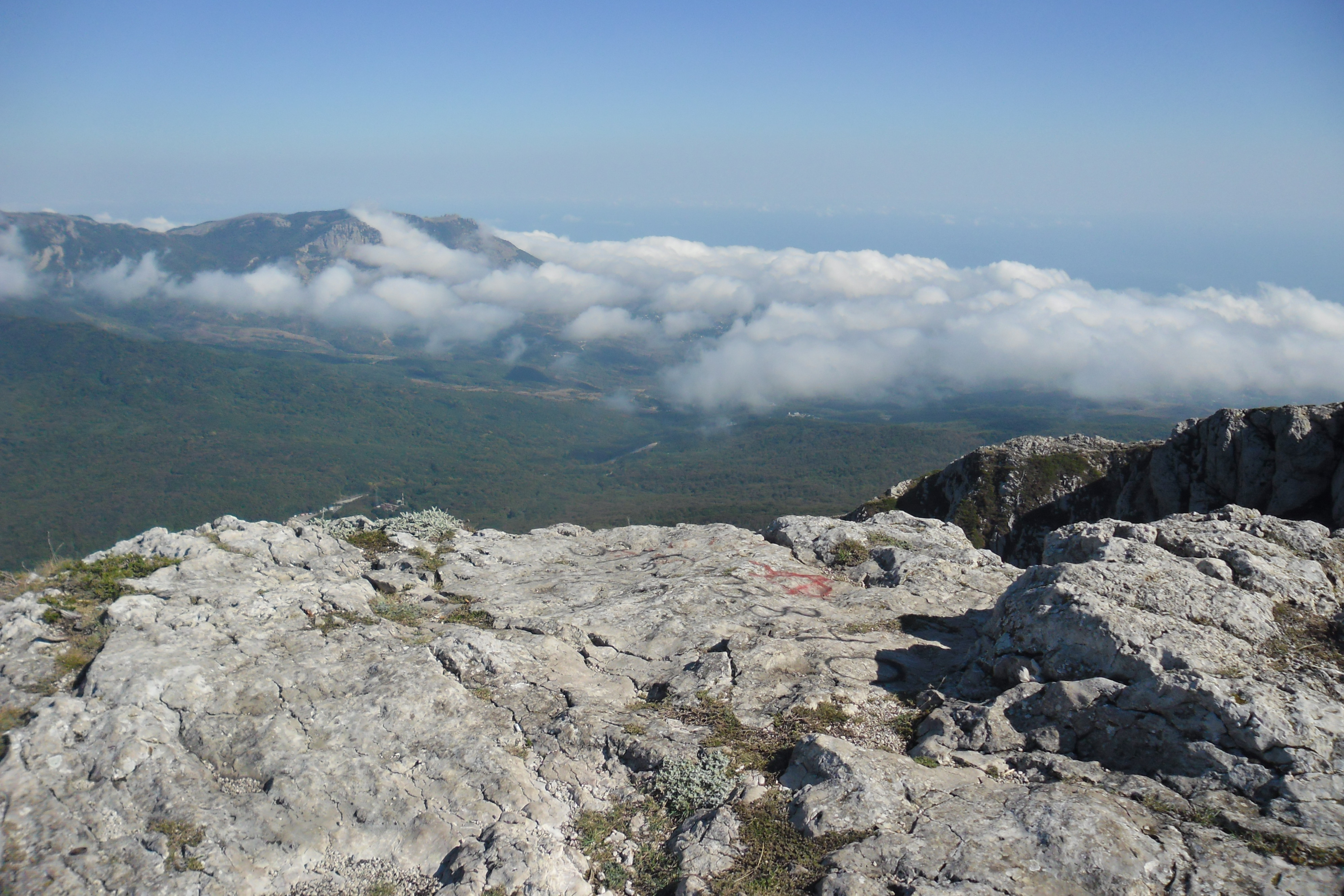
Вид з вершини Ангара-Бурун — на Демерджі
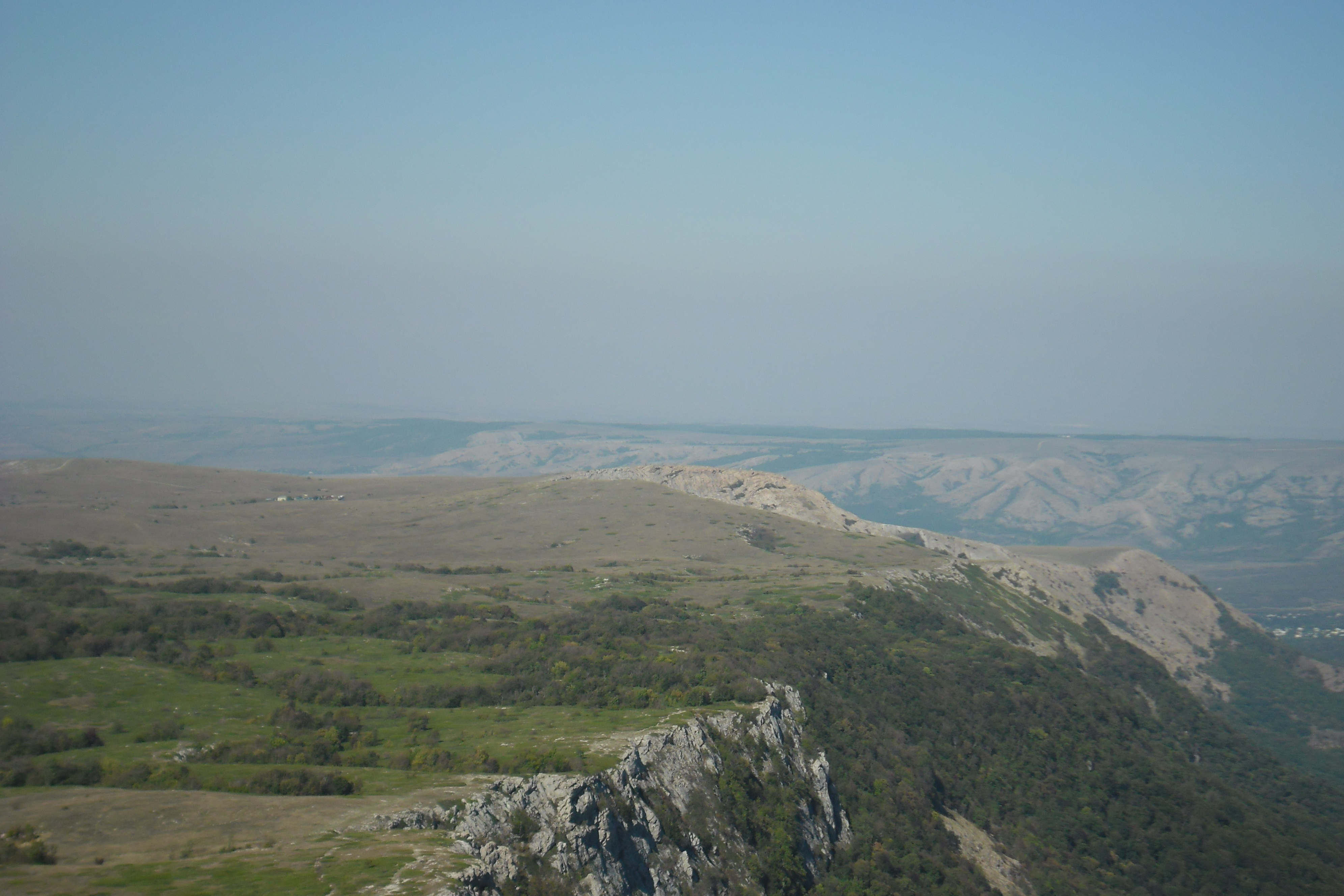
За скелястим гребенем — тисова ущелина. Вид зі схилів Ангар-Бурун.
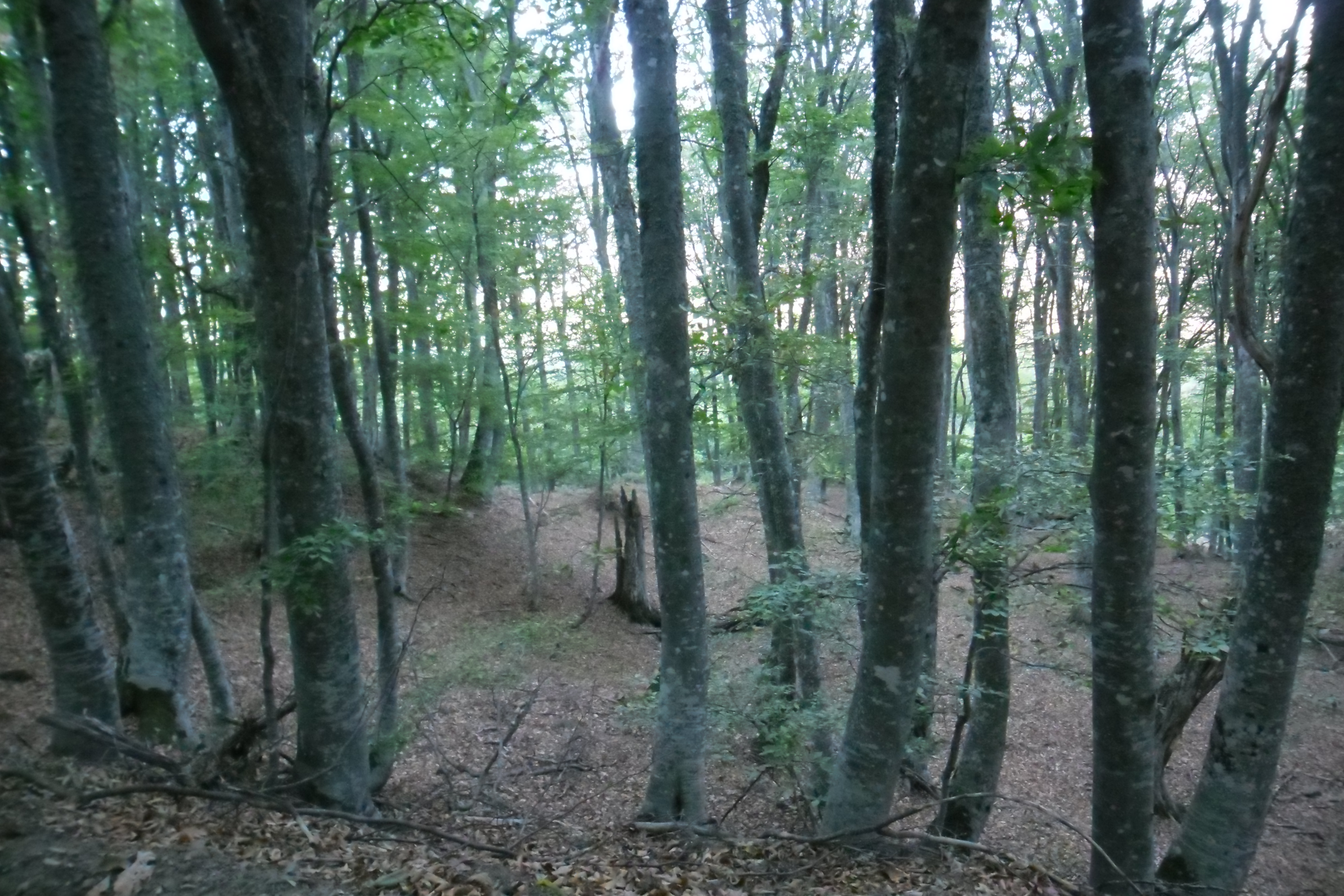
Букова галявина. Фрагмент.
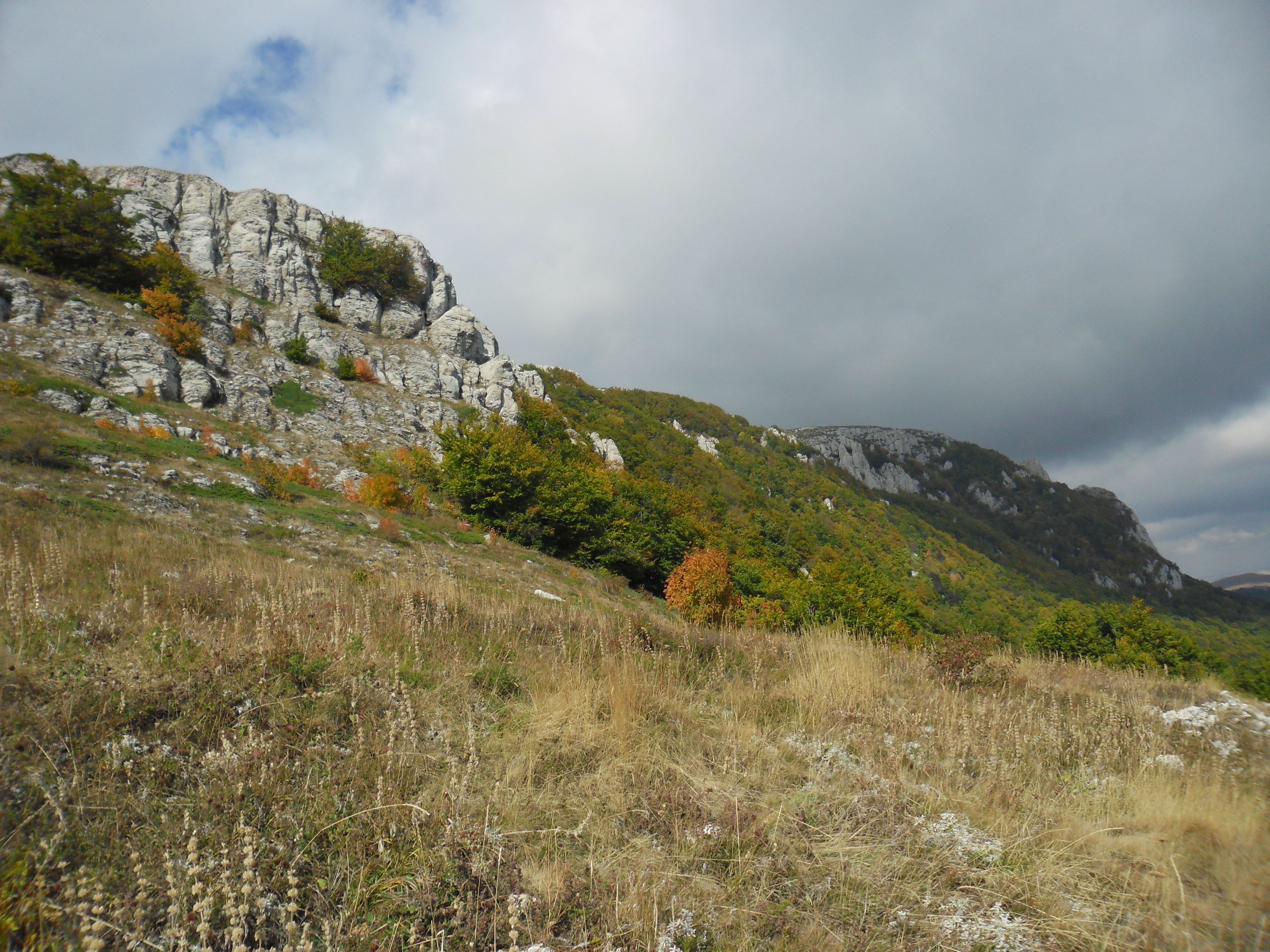
Ангар-Бурун.